# Division II i ishockey 1952/1953
Division II i ishockey 1952/1953 var näst högsta divisionen i svensk ishockey under säsongen. Divisionen spelades med 32 lag i sex grupper. Vinnarna av Division II Norra och Östra fick varsin plats i Division I nästa säsong. I södra och västra regionerna spelades två grupper där gruppsegrarna möttes i sin region för i kval om en plats i högsta serien. De sämsta lagen i varje grupp flyttades ner till Division III till den följande säsongen.

## Nya lag
- Division II Norra: Mora IK och Strömsbro IF (Gävle)
- Division II Östra: IK Göta (Karlstad), Matteuspojkarna och Värtans IK (båda Stockholm)
- Division II Västra A: BK Forward (Örebrolag överflyttade från B-gruppen)
- Division II Västra B: IF Eyra (Örebro) och Skiveds IF (Forshaga)
- Division II Södra A: BK Derby (Linköping) och Åkers IF (Åkers styckebruk)
- Division II Södra B: Värnamo GoIK

Grums, Göta, Matteuspojkarna och Mora hade flyttats ner från Allsvenskan sedan förra säsongen.

## Division II Norra
| Nr | Lag                | S  | V | O | F | GM | IM | MS  | P  |
| -- | ------------------ | -- | - | - | - | -- | -- | --- | -- |
| 1  | Mora IK            | 10 | 8 | 1 | 1 | 55 | 29 | +26 | 17 |
| 2  | Brynäs IF          | 10 | 6 | 3 | 1 | 43 | 25 | +18 | 15 |
| 3  | Wifsta/Östrands IF | 10 | 5 | 1 | 4 | 38 | 43 | −5  | 11 |
| 4  | Strömsbro IF       | 10 | 3 | 1 | 6 | 40 | 50 | −10 | 7  |
| 5  | Ludvika FfI        | 10 | 2 | 2 | 6 | 33 | 44 | −11 | 6  |
| 6  | Hedemora SK        | 10 | 1 | 2 | 7 | 28 | 46 | −18 | 4  |

## Division II Östra
| Nr | Lag                  | S  | V | O | F | GM | IM | MS  | P  |
| -- | -------------------- | -- | - | - | - | -- | -- | --- | -- |
| 1  | IK Göta              | 10 | 9 | 0 | 1 | 49 | 28 | +21 | 18 |
| 2  | UoIF Matteuspojkarna | 10 | 6 | 2 | 2 | 51 | 24 | +27 | 14 |
| 3  | Tranebergs IF        | 10 | 4 | 3 | 3 | 42 | 38 | +4  | 11 |
| 4  | Värtans IK           | 10 | 3 | 3 | 4 | 37 | 37 | 0   | 9  |
| 5  | Sundbybergs IK       | 10 | 1 | 5 | 4 | 34 | 44 | −10 | 7  |
| 6  | Årsta SK             | 10 | 0 | 1 | 9 | 27 | 69 | −42 | 1  |

## Division II Västra
Grupp A
| Nr | Lag          | S | V | O | F | GM | IM | MS  | P  |
| -- | ------------ | - | - | - | - | -- | -- | --- | -- |
| 1  | Västerås IK  | 8 | 7 | 0 | 1 | 68 | 21 | +47 | 14 |
| 2  | IFK Västerås | 8 | 5 | 0 | 3 | 41 | 38 | +3  | 10 |
| 3  | IFK Arboga   | 8 | 4 | 1 | 3 | 48 | 42 | +6  | 9  |
| 4  | Kolbäcks AIF | 8 | 2 | 0 | 6 | 39 | 56 | −17 | 4  |
| 5  | BK Forward   | 8 | 1 | 1 | 6 | 25 | 64 | −39 | 3  |

Anmärkning: Pucken redovisar IFK Västerås som trea och Arboga som tvåa. Ovanstående resultat är hämtade från jubileumsboken. 
Grupp B
| Nr | Lag          | S | V | O | F | GM | IM | MS  | P  |
| -- | ------------ | - | - | - | - | -- | -- | --- | -- |
| 1  | Grums IK     | 8 | 8 | 0 | 0 | 64 | 21 | +43 | 16 |
| 2  | Skiveds IF   | 8 | 5 | 0 | 3 | 49 | 23 | +26 | 10 |
| 3  | IFK Munkfors | 7 | 3 | 1 | 3 | 32 | 34 | −2  | 7  |
| 4  | Skoghalls IF | 7 | 2 | 1 | 4 | 24 | 48 | −24 | 5  |
| 5  | IF Eyra      | 8 | 0 | 0 | 8 | 26 | 69 | −43 | 0  |

Anmärkning: En match inställd, betydelselös för utgången. 
Kval till Division I
- Västerås IK–Grums 3–1
- Grums  – Västerås IK 5-2

## Division II Södra
Grupp A
| Nr | Lag            | S | V | O | F | GM | IM | MS  | P  |
| -- | -------------- | - | - | - | - | -- | -- | --- | -- |
| 1  | Åkers IF       | 8 | 4 | 3 | 1 | 39 | 27 | +12 | 11 |
| 2  | IFK Norrköping | 8 | 5 | 1 | 2 | 31 | 25 | +6  | 11 |
| 3  | IK Sleipner    | 8 | 3 | 2 | 3 | 32 | 37 | −5  | 8  |
| 4  | IFK Mariefred  | 8 | 3 | 1 | 4 | 39 | 46 | −7  | 7  |
| 5  | BK Derby       | 8 | 1 | 1 | 6 | 29 | 35 | −6  | 3  |

Grupp B
| Nr | Lag              | S | V | O | F | GM | IM | MS  | P  |
| -- | ---------------- | - | - | - | - | -- | -- | --- | -- |
| 1  | IK Stefa         | 8 | 7 | 0 | 1 | 63 | 20 | +43 | 14 |
| 2  | Alvesta SK       | 8 | 4 | 0 | 4 | 35 | 32 | +3  | 8  |
| 3  | Norrahammars GIS | 8 | 4 | 0 | 4 | 40 | 47 | −7  | 8  |
| 4  | Diö GIF          | 8 | 3 | 0 | 5 | 37 | 35 | +2  | 6  |
| 5  | Värnamo GIK      | 8 | 2 | 0 | 6 | 21 | 62 | −41 | 4  |

Kval till Division I
- Åker–Stefa 7–1
- Stefa–Åker 1–4